# Daniella Silva
Daniella Silva (* 23. Mai 1996 in Vancouver) ist eine ehemalige  portugiesisch-kanadische Tennisspielerin.

## Karriere
Silva begann mit fünf Jahren das Tennisspielen und bevorzugt Sandplätze. Sie spielte vor allem auf der ITF Women’s World Tennis Tour, wo sie einen Titel im Doppel gewinnen konnte.

## College Tennis
Von 2013 bis 2018 spielte Silva für das Damentennis-Team Santa Clara Broncos der Santa Clara University.
Danach wurde sie volunteer assistant bei der Baylor University. Ab 2019 arbeitete sie als Event Coordinator für Tennis British Columbia. Seit Juli 2022 ist sie Trainer-Assistentin bei den Harvard Crimson der Harvard University.

## Turniersiege

### Doppel
| Nr. | Datum         | Turnier  | Kategorie   | Belag     | Partnerin      | Finalgegnerinnen                   | Ergebnis |
| --- | ------------- | -------- | ----------- | --------- | -------------- | ---------------------------------- | -------- |
| 1.  | 20. Juni 2015 | Victoria | ITF $10.000 | Hartplatz | Rosie Johanson | Joanna Mary Smith Kristina N Smith | 6:3, 6:2 |

## Persönliches
Daniella ist die Tochter von Anabela und Daniel Silva, einem ehemaligen portugiesischen Profigolfer. Sie hat zwei Schwestern Stephanie und Jessica Silva, die ebenfalls College-Tennis an der University of Tennessee at Martin spielte.
Sie hat sowohl die kanadische als auch die portugiesische Staatsangehörigkeit. 2017 schloss sie ihr Studium der Politikwissenschaften an der Universität Santa Clara ab.